# Raymond Keyrouz
Raymond Keyrouz (arab. ‏ريمون كيروز‎; ur. 28 marca 1970) – libański narciarz alpejski, uczestnik Zimowych Igrzysk Olimpijskich 1992.
Keyrouz brał udział na Zimowych Igrzyskach Olimpijskich 1992 w Albertville w dwóch konkurencjach narciarstwa alpejskiego, jednak nie został w nich sklasyfikowany.
Keyrouz nigdy nie wystartował na mistrzostwach świata.
Keyrouz nigdy nie wystartował w zawodach Pucharu Świata.

## Osiągnięcia

### Zimowe igrzyska olimpijskie
| Igrzyska         | Konkurencja | Czas | Wynik | Zwycięzca            |
| ---------------- | ----------- | ---- | ----- | -------------------- |
| Albertville 1992 | Gigant      | –    | DSQ   | Alberto Tomba        |
| Albertville 1992 | Slalom      | –    | DNF   | Finn Christian Jagge |